# Amorphophallus symonianus
Amorphophallus symonianus är en kallaväxtart som beskrevs av Wilbert Leonard Anna Hetterscheid och Sizemore. Amorphophallus symonianus ingår i släktet Amorphophallus och familjen kallaväxter. Inga underarter finns listade.